# Pseudophilautus nasutus
Espèce
Synonymes
- Ixalus nasutus Günther, 1869 "1868"
- Philautus nasutus (Günther, 1869)

Statut de conservation UICN

 EX  : Éteint
Philautus nasutus est une espèce éteinte d'amphibiens de la famille des Rhacophoridae.

## Répartition
Elle était endémique du Sri Lanka. Les spécimens trouvés en Inde correspondent à des mauvaises identifications..

## Description
Cette espèce n'est connue que par son holotype, un mâle adulte mesurant 17,4 mm. Son dos était gris légèrement nuancé de sombre avec une fine ligne longitudinale blanche. Son gorge était brune ; son abdomen était tacheté de brun.

## Étymologie
Son nom d'espèce, du latin nasutus, « qui a un grand nez », fait référence à son museau pointu.

## Publication originale
- Günther, 1869 "1868" : First account of species of tailless batrachians added to the collection of the British Museum. Proceedings of the Zoological Society of London, vol. 1868, p. 478-490 (texte intégral).